# Ernest Papa Arko
Pour les articles homonymes, voir Arko.
Ernest Papa Arko est un footballeur professionnel ghanéen né le 12 mai 1984, évoluant au poste d'attaquant dans le club égyptien de El Geish.

## Carrière
Ernest évolua chez les jeunes de l'équipe ghanéenne des Oceans Stars avant de signer son premier contrat pro en 2002 chez les Liberty Professionals où il restera jusqu'en 2004 avant de tenter l'aventure égyptienne en signant au Zamalek où il restera jusqu'en 2007 où il sera transféré à El Geish où il était déjà prêté depuis 2005.
Il terminera meilleur buteur du Championnat d'Égypte de football en 2009 avec 12 buts.

## Carrière internationale
Ayant déjà été international chez les -17 ans (entre 1997 et 1999 avec 10 sélections pour 7 buts) et en espoir (entre 2001 et 2003 avec 20 sélections pour 10 buts), Ernest Papa Arko fera sa première apparition sous les couleurs du Ghana le 1er juin 2009 lors d'un match amical contre l'Ouganda, match lors duquel il marquera son premier but chez les Black Stars.

## Référence
- (en) Ghana down Uganda in friendly
- (en) Profil de Papa Arko